# Saint-Martin-du-Puy (Gironde)
Saint-Martin-du-Puy egy francia település Gironde megyében az Aquitania régióban. Lakosainak száma 159 fő (2022. január 1.).

## Földrajz
Saint-Martin-du-Puy Caumont, Saint-Martin-de-Lerm, Castelmoron-d’Albret, Landerrouet-sur-Ségur, Rimons, Saint-Hilaire-du-Bois és Sauveterre-de-Guyenne községekkel határos.

## Adminisztráció
Polgármesterek:
- 2001–2014 André Gouache
- 2014–2020 Martine Lopez

## Demográfia
| Lakosok száma | 231  | 237  | 242  | 214  | 195  | 192  | 183  | 168  | 164  | 159  |
|               | 1968 | 1982 | 1990 | 2006 | 2013 | 2015 | 2017 | 2019 | 2020 | 2022 |